# Resolutie 497 Veiligheidsraad Verenigde Naties
Resolutie 497 van de Veiligheidsraad van de Verenigde Naties werd unaniem aangenomen op 17 december 1981. De resolutie stelde dat de wetten die Israël had uitgevaardigd in de bezette Golanhoogten nietig waren en dat in dit gebied de Geneefse Conventie betreffende de Bescherming van Burgers tijdens Oorlogstijd bleef gelden.

## Achtergrond
In 1967 vocht Israël de Zesdaagse Oorlog uit tegen Egypte, Syrië en Jordanië. Tijdens die oorlog bezette Israël grondgebied van de drie tegenstanders: de Golanhoogten in Syrië, de Westelijke Jordaanoever die in 1948 door Jordanië was geannexeerd en in 1947 door de VN werd beschouwd als grondgebied van een te vormen Arabische staat, Oost-Jeruzalem met onder meer de Oude Stad die eveneens door Jordanië was geannexeerd en door de VN bestempeld als internationaal gebied) en ten slotte de Gazastrook en het schiereiland Sinaï van Egypte. Vervolgens verschenen de Israëlische nederzettingen in de bezette gebieden, waaraan de Palestijnen steeds meer grondgebied verloren. Sindsdien werd alleen de Sinaï − na vredesoverleg met Egypte − in 1982 teruggegeven. De Joodse nederzettingen aldaar werden ontruimd.
Op 14 december 1981 had het Israëlische parlement de Golan Heights Law aangenomen, waarin de nationale wetgeving op de Golan van toepassing werd verklaard. Dit betekende een de facto annexatie van de Golanhoogten. De wet werd door Begin onverwachts in één avond door de Knesset gejaagd. De VS was tevoren niet hiervan op de hoogte gebracht. Vermoed werd, dat Begin hiermee wilde profiteren van de gelegenheid dat de aandacht van de wereld op dat moment vooral gericht was op de militaire coup in Polen die net had plaatsgevonden en de diplomatieke spanningen tussen de VS en Libië.

## Inhoud
De Veiligheidsraad:
- heeft de brief van Syrië overwogen;
- herbevestigt dat de verwerving van grondgebied met geweld ontoelaatbaar is, in overeenstemming met het Handvest der Verenigde Naties, de principes van het internationaal recht, en relevante resoluties van de Veiligheidsraad;

1. beslist dat de beslissing van Israël om zijn wetten, jurisdictie en administratie in de bezette Syrische Golanhoogten uit te oefenen, nietig is en zonder internationale gelding;
2. eist dat Israël, de bezettingsmacht, per omgaande zijn besluit herroept;
3. bepaalt dat de Geneefse Conventie betreffende de Bescherming van Burgers tijdens Oorlogstijd blijft gelden in het door Israël bezette Syrische grondgebied;
4. vraagt secretaris-generaal Kurt Waldheim om binnen twee weken te rapporteren over de uitvoering van deze resolutie. In het geval dat Israël de resolutie naast zich neerlegde, zou men ten laatste op 5 januari 1982 bijeenkomen om gepaste maatregelen te nemen.